# باربارا باری
باربارا باری (انگلیسی: Barbara Barrie؛ زادهٔ ۲۳ مهٔ ۱۹۳۱) یک هنرپیشه، و نویسنده اهل ایالات متحده آمریکا است.
وی از سال ۱۹۵۵ میلادی تاکنون مشغول فعالیت بوده است.
از فیلم‌ها یا برنامه‌های تلویزیونی که وی در آن نقش داشته است می‌توان به جدا شدن و آخر خط اشاره کرد.